# Kostel svatého Jana Křtitele (Vlasatice)
Kostel svatého Jana Křtitele je římskokatolický chrám v obci Vlasatice v okrese Brno-venkov. Je chráněn jako kulturní památka České republiky.
Kostel neznámého zasvěcení je ve Vlasaticích poprvé zmiňován kolem roku 1276. Většina obyvatel městečka se v 16. století přeorientovala z římskokatolické církve k luteránství, chrám proto chátral. Nový majitel Vlasatic, hrabě Jeroným Václav Thurn (bratr Jindřicha Matyáše Thurna), sám téhož vyznání, jej nechal na začátku 17. století zbořit a na jeho místě postavit v roce 1610 nový luteránský kostel, pravděpodobně s využitím původní věže a snad i části zdiva (zachované gotické boční portálky). Jedná se o jednolodní orientovanou stavbu s pravoúhlým presbytářem a věží v západním průčelí, která však nestojí v ose chrámu. Kombinuje v sobě prvky pozdně renesančního tvarosloví a protobarokní architektonickou strukturu. Vlasatice od roku 1622 drželi Ditrichštejnové a kostel se stal římskokatolickým. K severní straně lodi byla v roce 1879 přistavěna kaple Božího hrobu.
Je farním kostelem vlasatické farnosti.